# Матрёночка
Матрёночка (офиц. Матреночка; в верховье Верхняя Матренка) — река в Воронежской области России. Устье реки находится в 233 км по правому берегу реки Битюг, при впадении образует дельту шириной более 7 км со множеством проток. Длина реки составляет 51 км, площадь водосборного бассейна — 400 км².

## Притоки
(от устья к истоку)
- 8 км: река без названия, в 0,5 км к западу от села Грязцы[4] (лв)
- 17 км: река без названия, у северной окраины села Степановка[4] (лв)
- 18 км: Верхняя Маза[4][5] (лв)
- балка Поповка[5][6] (лв)
- балка Таловый Лог[5] (лв)
- балка Каменный Лог[5][7] (пр)
- Матренка[5][8] (пр)
- балка Красный Лог[5][9] (лв)

## Данные водного реестра
По данным государственного водного реестра России относится к Донскому бассейновому округу, водохозяйственный участок реки — Битюг, речной подбассейн реки — бассейны притоков Дона до впадения Хопра. Речной бассейн реки — Дон (российская часть бассейна).
Код объекта в государственном водном реестре — 05010100912107000003897.